# Торпедо-МАМИ
Студенческий футбольный клуб «Торпедо-МАМИ» Москва — российский футзальный клуб из Москвы, участник чемпионата России по футзалу.
Клуб основан в ноябре 2004 года при профсоюзной организации студентов МГТУ «МАМИ» для пропаганды здорового образа жизни, популяризации и развития различных видов футбола (футбол, мини-футбол, футзал (AMF), пляжный футбол) в университете и за его пределами.

## Достижения
- Победитель чемпионата России (под эгидой Федерации футзала России): 2017, 2018
- Финалист Кубка России: 2013
- Полуфиналист Кубка России: 2011, 2014, 2016[1]
- Победитель открытого чемпионата г. Москвы по футзалу: 2013
- Шестое место в чемпионате России по футзалу среди команд Суперлиги: 2013/14
- Бронзовый призёр чемпионате России по футзалу среди команд Суперлиги 2014/15.[2]
- Финалист Кубка УЕФС: 2014
- Победитель турнира "Серебряной лиги"" всероссийского проекта "Мини-футбол в ВУЗЫ" в 2015 году.[3]
- Победитель международного турнира по футзалу "Copa Confraternidad", проходившего осенью 2016 года в Аргентине[4].[5]